# Uno-X (Sverige)
Ska ej förväxlas med varumärket Uno-X i Danmark och Norge, se Uno-X (Danmark)

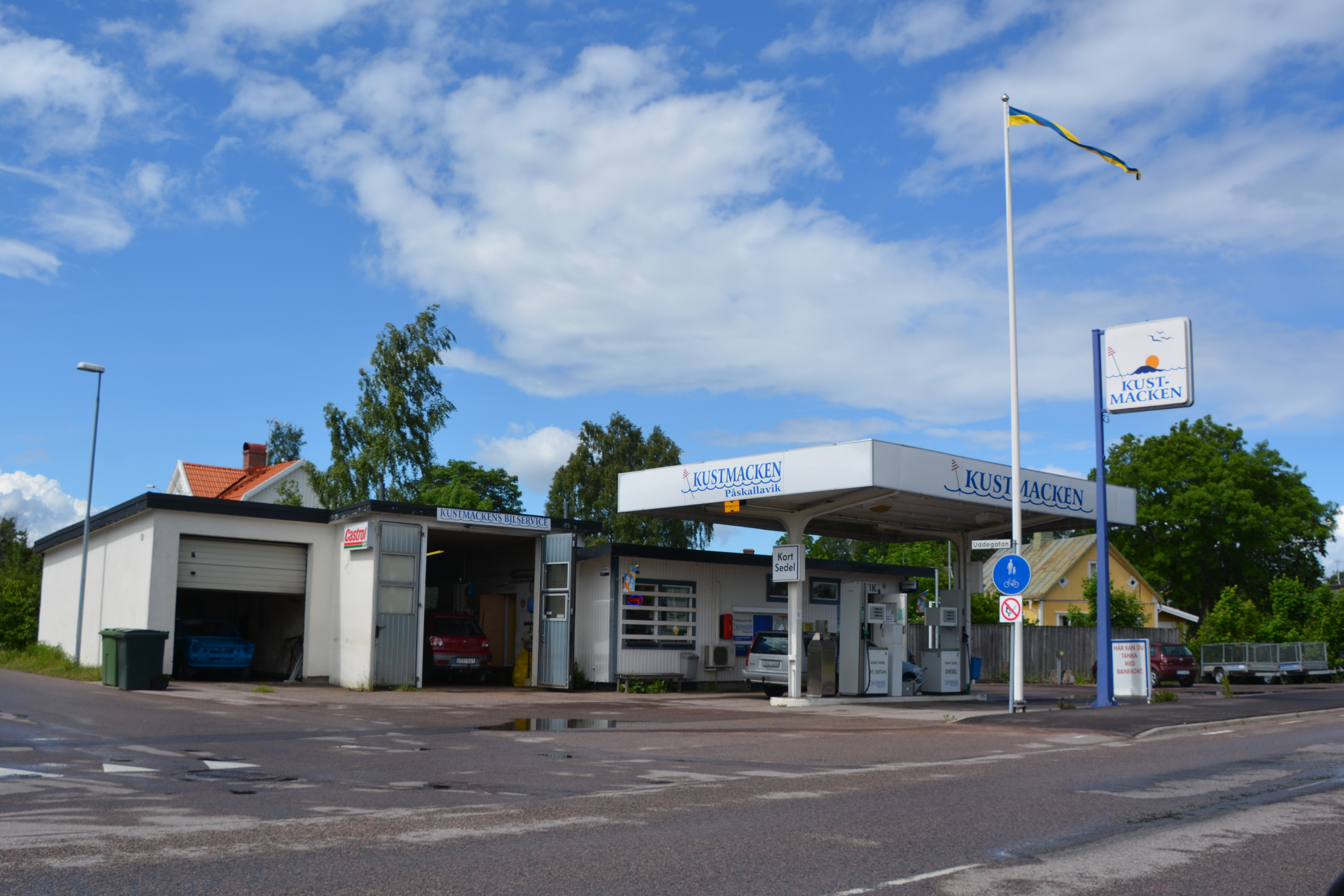
Kustmacken i Påskallavik, tidigare Uno-X-station

Uno-X var ett varumärke för fordonsbränsle i Sverige, och namnet används fortsatt Danmark och Norge. I Danmark och Norge är dock varumärkesägaren en annan än den tidigare ägaren i Sverige och ingen historisk koppling finns mellan namnets användning i Danmark och Norge respektive i Sverige.

## Den första användningen av varumärket Uno-X
Uno-X grundades 1958 i Herning på Jylland i Danmark av makarna Peder (1927–1967) och Vitta Lysgaard tillsammans med mattfabrikören Johannes Jensen (1925–2007). Paret Lysgaard hade sedan året innan drivit en Gulf-bensinstation i Herning. Affärsidén med Uno-X var försäljning av lågprisbensin för att bryta kartellsamarbetet på den danska marknaden för fordonsbränsle. För att säkerställa leveranser köptes också en tanker och 1963 bildades Tankskibsrederiet Herning. Uno-X Bensin A/S utvecklades till en omfattande bensinstationskedja. 
Företaget kunde dock inte lansera varumärket i Sverige 1962, därför att Arne Sandberg då redan startat en svensk kedja av lågprisbensinstationer under samma varumärke. De danska ägarfamiljerna Lysgaard och Jensen använde i stället varumärket Din-X för verksamheten i Sverige. 

## Uno-X i Sverige
De första två Uno-X-bensinstationerna i Sverige öppnas 1 augusti 1960 av Arne Sandberg i Trollhättan och Grebbestad.
Grunden är 10000 m3 bensin, och lika mycket dieselolja, som han köpt av norska Uno-X.
Innan året är slut har kedjan 16 tankställen, även om det oftast bara är enstaka pumpar utanför lanthandlare och garage.
Varumärket, som liksom i Norge och Danmark har en lågprisprofil, ägs i Sverige av ett av honom och familjen ägt självständigt bolag.
Huvudkontoret hamnar i Skövde.
För att finansiera köpet av en depåanläggning i Norge blir Bertil Rejvall hälftenägare.
Redan 1962 delas bolaget och Sandberg koncentrerar sig på södra Sverige.
Rejvalls halva, Uno-X Nord AB med huvudkontor i Härnösand, satsar norr om Gävle och får på nästan två år igång ca 70 försäljningsställen i Norrland.
I slutet av 1963 säljs större delen av "Norra Uno-X" till Murco som skyltar om de bäst belägna stationerna.
På hösten 1963 ståtar Uno-X med 150 stationer, även om bara 10 är riktiga bensinstationer.
Kostnaderna hålls nere med bensinköp på spotmarknaden, inga nymodigheter och ett oktantal.
Varumärket säljs 1967 till Castrol Oil, nyblivet dotterbolag till Burmah Oil.
Uno-X har nu 200 stationer.
1970 har man 280 stationer, men nu – som för de flesta kedjor – påbörjas en minskning med en tredjedel.
Den 1 januari 1989 skyltas 209 av BP:s mindre stationer om till Uno-X, fem läggs ner direkt.
1994, Svenska BP har just köpts av Statoil, övertas ytterligare 40 av BP:s mindre stationer från Statoil.
1996 har kedjan 350 försäljningsställen, när det säljs till Norsk Hydro.
Norsk Hydro går 2007 samman med Statoil i Statoil/Hydro (2009 namnändrat till Statoil), och alla Hydro-stationerna i Sverige, alla Uno-X stationerna  läggs i ett separat dotterbolag, enligt beslut av EU-kommissionen.
Statoil säljer i april 2009 dotterbolaget samt 40 JET stationer till det finländska lågprisbolaget St1.
En del stationer tas över av lokala intressenter, en del läggs ner och resten skyltas om till "St1".